# Фикс, Джим
Джеймс Фуллер Фикс (англ. James Fuller Fixx), также известный как Джим Фикс (23 апреля 1932, Нью-Йорк, Нью-Йорк — 20 июля 1984, Хардвик, Вермонт) — американский популяризатор бега трусцой и автор бестселлера «Полная беговая книга». Умер в 52 года из-за сердечного приступа.

## Биография
Родился в семье редактора журнала Time Келвина Фикса. Закончил Оберлинский колледж в Огайо.
Начал бегать в 1967 году в 35 лет, весил тогда 97 кг, курил 2 пачки сигарет в день.
В 1977 году, когда вышла его книга о беге, он весил 70 кг, и не курил.
Благодаря ему и его подвижничеству Америка 70-х начала бегать.
В своих книгах и многочисленных интервью он рассказывал о предполагаемом влиянии бега на увеличение продолжительности жизни.

### Смерть
Фикс умер 20 июля 1984 года от внезапного сердечного приступа во время ежедневной пробежки в возрасте 52 года (примерно на 25 лет раньше, чем среднестатический человек). Вскрытие показало, что атеросклероз захватил 95 % одной артерии, 85 % другой и 70 % третьей.
В 1986 году физиолог Кеннет Купер провёл исследование, в котором выяснил, что у Фикса была генетическая предрасположенность: его отец умер в 43 года от второго инфаркта, сам Фикс имел сердце большого размера. Ранее Фикс вёл нездоровый образ жизни: курил, имел избыточный вес, подвергался стрессу на работе, прошёл через 2 развода.